# Amore proibito (telenovela)
Amore proibito (Amor prohibido) è una telenovela argentina realizzata nel 1986 ed interpretata dall'attrice messicana Verónica Castro al fianco del venezuelano Jean Carlo Simancas.

## Versione italiana
In Italia è stata trasmessa per la prima volta da Odeon TV, successivamente da Rete A ed in seguito dal circuito Cinquestelle, mentre dal 26 maggio 2010 è tornata in replica sul canale tematico di Sky Lady Channel.
La versione italiana è a cura della Videodelta - Telecittà (TO). In questa telenovela Verónica Castro è doppiata da Germana Pasquero.
La sigla originale Nunca lo sabrá e quella italiana Né amico né amante sono entrambe interpretate da Verónica Castro.

## Trama
L'amore proibito a cui fa riferimento il titolo è quello extraconiugale tra l'infelice Nora (Verónica Castro), sposata per volere della madre con Francesco, un uomo burbero e anziano divenuto impotente in seguito a un incidente, e il giovane ed umile Miguel Ángel (Simancas) che si guadagna da vivere lavorando in un supermercato. La relazione è osteggiata sia dal geloso Francesco, sia dai suoi figli: Marina, innamorata a sua volta di Miguel Ángel, e il subdolo Quique che, segretamente infatuato di Nora, la ricatta.
Tra i due amanti si intrometterà anche Elvira, una dipendente di Francesco, che viene costretta dal padre a diventare l'amante dell'anziano datore di lavoro nell'intento di appropriarsi di tutti i suoi averi.